# Silas Nwankwo
Silas Nwankwo, né le 12 décembre 2003 au Nigeria, est un footballeur nigérian qui évolue au poste d'avant-centre au Mjällby AIF.

## Biographie

### Débuts au Nigeria
Né au Nigeria, Silas Nwankwo est formé par le club local du Crown FC. Il rejoint ensuite le Sunshine Stars FC, où il commence sa carrière. Il joue son premier match en professionnel le 1er décembre 2019, lors d'une rencontre de Nigerian Premier League face à l'Akwa United FC. Il entre en jeu et se fait remarquer en donnant la victoire à son équipe en inscrivant le seul but de la partie,.
Il rejoint ensuite le Nasarawa United lors de l'été 2020.
Il remporte le Golden Boot, trophée récompensant le meilleur buteur du championnat, lors de la saison 2020-2021, grâce à ses 19 buts en 36 matchs.
Ses prestations attirent alors plusieurs clubs d'Afrique du Nord et européens et un départ semble imminent.

### Mjällby AIF
Le 3 février 2022, Silas Nwankwo rejoint la Suède afin de s'engager en faveur du Mjällby AIF. Il signe un contrat courant jusqu'en décembre 2025.
Il joue son premier match pour le club le 15 avril 2022 lors d'une rencontre de championnat face au Hammarby IF. Il entre en jeu à la place de Mamudo Moro (en) et son équipe s'incline par deux buts à zéro.